# تامی کپل
تامی کپل (انگلیسی: Tommy Capel; ۲۷ ژوئن ۱۹۲۲ – ۵ اکتبر ۲۰۰۹) بازیکن فوتبال اهل بریتانیا بود.
از باشگاه‌هایی که در آن بازی کرده‌است می‌توان به باشگاه فوتبال هینور تاون، باشگاه فوتبال ناتینگهام فارست، باشگاه فوتبال کاونتری سیتی، باشگاه فوتبال چسترفیلد، باشگاه فوتبال منچستر سیتی، باشگاه فوتبال بیرمنگام سیتی، و باشگاه فوتبال درویلزدن اشاره کرد.